# Еврейская философия
Евре́йская филосо́фия — философия, опирающаяся на еврейскую традицию, коллективный опыт еврейского народа. Нередко еврейскую философию определяют более узко как философию иудаизма, то есть как рациональное обоснование иудейской теологии, посредством системы философских понятий. Согласно профессору Э. Берковичу, ни один еврейский мыслитель никогда не начинал с самого начала, поскольку иудаизм уже дан в тот момент, когда философ начинает своё исследование.
Однако существует чрезвычайно расширительный подход к пониманию сущности еврейской философии. Данный подход отождествляет еврейскую философию с любым видом рефлексивной мысли со стороны тех, кто идентифицируют себя с евреями. Тем не менее, в настоящее время философы, евреи по происхождению, которые не рассматривают проблематику иудаизма или в творчестве которых не отражены специфические еврейские проблемы, обычно не считаются еврейскими философами.

## Основные этапы развития еврейской философии
В развитии еврейской философии выделяют шесть основных периодов: 
- древнейший (ветхозаветный),
- эллинистический,
- средневековый
- эпохи Возрождения,
- Нового времени
- современный.

### Древнейший период

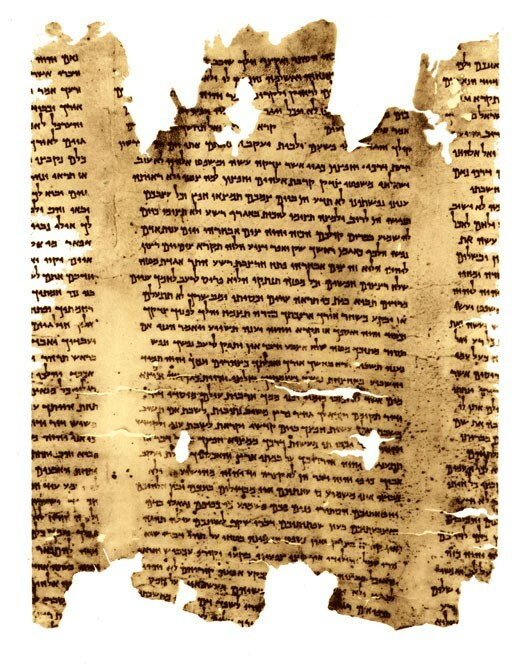
Кумранские рукописи содержат древнейшие редакции ветхозаветных текстов

Древнейший период в развитии еврейской философии тесно связан и во многом совпадает с периодом написания священных текстов Танаха (Библии, Ветхого завета) и формированием иудейского канонa. Многие книги, входящие в состав Иудейской Библии, содержат в себе определенные взгляды на предметы, относящиеся к области философии, определённые представления о Боге, человеке и мире, об отношении человека к самому себе, к другим людям, к миру в целом и к Богу как абсолютному первоначалу. С одной стороны, Танах (Ветхий завет) явился наиболее значительным результатом развития древнееврейской религиозно-философской мысли, которое длилось на протяжении всего I тысячелетия до н. э. С другой стороны, древнееврейская метафизика, антропология, этика послужили главным источником и фундаментом для всей последующей истории еврейской философии.
Особенностью философских взглядов древних евреев является то, что эти взгляды не излагаются систематически. В Танахе нет ни специальной терминологии, ни формальных аргументов, обосновывающих те или иные метафизические представления. Как отмечает В. Сорокин, библейские авторы отнюдь не чуждались богословских или философских вопросов; но никто из них никогда не пытался изложить для своих слушателей или читателей цельную и законченную философскую или теологическую систему.

#### Метафизика Танаха
В основе библейской онтологии лежит представление о Едином Боге, который является основой, субстанцией всего сущего (принцип монотеизма) (Втор. 6:4). Бог есть абсолютное духовное начало; к Его атрибутам принадлежат бесконечность, всемогущество (Иов. 42:2), всеведение (Ис. 40:28), бестелесность (Втор. 4:15; Ис. 40:25).
Другой фундаментальный принцип, на котором базируется метафизика Иудейской Библии — это принцип креационизма, о чём свидетельствует рассказ о сотворении мира (Быт. 1-2). Идея сотворения мира из ничего встречается не только в Пятикнижии, но и в Пророках (Невии́м) и Писаниях (Ктуви́м) (например, Ис. 45:12; Пс. 100:3).
Поскольку мир сотворён Богом и управляется Им (принцип провиденциализма), мир (Вселенная) ограничен как в пространстве, так и во времени (Втор. 4:32; 13-8). Для библейской космологии также характерно представление о небесных сферах, которые одушевлены и разумны (Пс. 19:2, Еккл. 1:5). В первых главах Пятикнижия (Быт. 1:2) упоминаются также четыре стихии, из которых состоит сотворённая Богом материя: земля (אֶרֶץ — э́рэц), воздух (רוּחַ — ру́ах), вода (מַיִם — ма́им) и тьма (חוֹשֶך — хо́шэх), интерпретируемая как огонь.

#### Древнееврейская антропология
Антропология Танаха основывается на идее о том, что человек (אָדָם — ада́м) есть венец творения (принцип антропоцентризма), что он задуман «по образу и подобию [Бога]» и создан «по образу Божию» (Быт. 1:26—27), чтобы с помощью Бога самостоятельно достичь Его подобия. Человеку дана свобода воли и власть над природою, а будучи сотворённым из «праха земного», он получил от Творца «дыхание жизни». Человек благодаря этому становится «душою живою» (נֶפֶש חַי — нэ́фэш ха́й). Высшим началом в человеке является дух (רוּחַ — ру́ах). Дух даруется Богом, он есть сама невыразимая сила жизни, познания и активности. Таким образом, человек представляет собой личностное единство духа, души и тела. Согласно представлениям, отражённым в древнейших отделах Танаха, вне тела душа не существует, потому что «душа всякого тела есть кровь его» (Лев. 17,14). Следует подчеркнуть, что лишь во II веке до н. э. вера в бессмертие души становится господствующим мнением среди евреев (2 Макк. 12:43 — 45), хотя саддукеи отрицали это верование, а также и веру в воскрешение.
Среди элементов, составляющих природу человека, Танах часто называет сердце (לֵב — ле́в). Это понятие соединяет в себе и разум, и чувства, и волю.

#### Этика Танаха

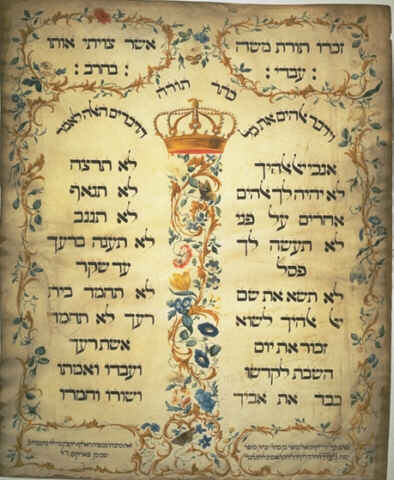
Десять заповедей на иврите (1768 г.)

Наличие свободы воли у человека порождает возможность грехопадения. Грех (חֵטא — хэт) — одно из центральных понятий древнееврейской этики. Грехопадение первого человека имеет в Танахе не только этический, но и глубоко метафизический смысл. Первый человек, Адам нарушил заповедь Бога и был изгнан из Эдемского сада. Таким образом, был определён статус человека: человек изгнан, отчуждён, он утратил гармоническую связь с природой, он находится с ней в постоянном конфликте. Чтобы восстановить первозданную связь с Богом и миром, человек вынужден следовать Божьим заповедям. Идеал человеческого существования — путь к конечному искуплению через исполнение божественной воли. Избавление, по Танаху, будет достигнуто посредством человека, того самого человека, который сам же и внёс порчу в мир.
Ядром ветхозаветного морального кодекса являются Десять заповедей и так называемое золотое правило этики, выраженное формулой: «Возлюби ближнего своего как самого себя» (Лев. 19:18).
Важнейшая этическая проблема — проблема смысла жизни человека — является главной темой таких наиболее философских книг Танаха, как Книга Екклезиаста и Книга Иова. Глубоким этическим содержанием наполнена Книга притчей Соломоновых.

#### Библейская историософия
В основе историософии Иудейской Библии лежит представление об истории как о едином, закономерном, направленном процессе, который обладает определённым смыслом, имеет начало и своё завершение. В наиболее общем плане, вся танахическая история — это место динамической встречи Творца и Его творения. Согласно Танаху, именно Бог управляет историей. Действительно, евреи — один из немногих народов, у которых историческое сознание, по существу, совпадает с религиозным, а религиозное сознание — с историческим.
Ядром философии истории Танаха является концепция линейного времени, согласно которой у времени есть начало, середина и конец, поэтому у каждого события есть своё определённое место на временной оси. Такое понимание времени значительно отличается от концепции времени у древних греков, для которых история была лишь продолжением коловращения Космоса и мыслилась по аналогии с ним как циклический процесс. Элементы цикличности в историческом процессе не отбрасываются и в библейской трактовке истории. Напротив, как отмечает Йосеф Бен-Шломо, линейное развитие истории в Еврейской Библии предполагает не просто движение по прямой, а усложненное развитие по спирали в восходящих циклах. Все повествование Танаха построено как сложное, отнюдь не прямолинейное движение к определённой цели: весь ход истории направлен к конечной точке — историческому идеалу — искуплению (ивр. גְאוּלָה‎ — геула́).

«Звезда искупления» Франца Розенцвейга.
Схема взаимоотношений трех понятий Торы с тремя точками на оси исторического времени: Отношение Бога к миру есть Творение, Бога к человеку — Откровение и роль человека в мире — привести мир к конечному Искуплению.

Согласно древнееврейской историософии, ни великие личности, ни народные массы не играют ключевой роли в истории. Единственным Творцом истории является Бог. По словам Й. Бен-Шломо, Бог Танаха — это прежде всего Бог истории. Его вмешательство в существование человека всегда связано с ходом истории, всегда преследует определённую историческую цель. Смысл любого события нужно искать в преследуемой им цели, а смысл всего хода истории — в искуплении. Тем не менее, роль человека в истории Танах нисколько не умаляет. Напротив, человек есть существо историческое, поскольку он может быть сподвижником Бога, он способен помогать Богу или мешать ему, продвинуть историю или повернуть её вспять.
По свидетельству Библии, на еврейский народ возложена особая историческая миссия. Появление народа Израиля на исторической арене не случайно. С одной стороны, оно вызвано множеством предшествующих исторических событий (грехопадение Адама, всемирный потоп, строительство Вавилонской башни); с другой стороны, оно обусловлено целью самой истории, к которой Бог ведёт человечество в целом (искупление, избавление). Историческая миссия евреев заключается в том, чтобы быть носителями откровения. Божественное откровение является своего рода руководством, следуя которому народ Израиля должен содействовать исправлению мира (ивр. תִיקוּן עוֹלָם‎ — тику́н ола́м). Согласно Танаху, до божественного откровения человечество шло по пути деградации и дивергенции. Начиная с грехопадения Адама и Евы и их изгания из рая, в мире произошло разрушение абсолютной цельности и гармонии (ивр. שְבִירַת הַכֵלִים‎ — швира́т а-кели́м). Нравственное падение человечества повлекло за собой всемирный потоп, а горделивое строительство Вавилонской башни — утрату человечеством своего единства, расщепление родовой сущности человека на множество народов, говорящих на разных языках. Задача еврейского народа — способствовать восстановлению единства человеческого рода, своим примером указать племенам Земли путь нравственного совершенствования. Именно для этого Бог избрал Авраама и его потомство, для этого через Моисея даровал Он евреям развёрнутый кодекс морально-правовых предписаний (заповедей), называемый Торой. Следовательно, с избрания Богом Авраама и Синайского откровения начинается восходящая ветвь человеческой истории, вектор которой направлен к избавлению, то есть к восстановлению цельности мира (ивр. הִתעוֹרְרוּת‎ — ит’орэру́т, букв. пробуждение, просветление)..
Таким образом, танахическую концепцию истории можно представить в виде схемы, изображающей три узловые исторические точки: Творение — Откровение — Искупление.

### Эллинистический период

#### Общая характеристика еврейской философии эпохи эллинизма
С наступлением эпохи эллинизма заканчивается предыстория еврейской философской мысли. Еврейская философия в собственном смысле возникaeт в еврейской диаспоре эллинистического мира во II веке до н. э. Философская традиция в диаспоре поддерживалась до середины V века н. э. Еврейская философия возникла в результате влияния на иудейскую религию греческой философии (в особенности традиций платонизма и стоицизма). Как утверждает Карл Ясперс, «западная идея Бога берет начало из двух исторических источников: Библии и греческой философии». Знакомство с эллинской мыслью произвело в иудействе своего рода умственный переворот, который стал прологом к проповеди единобожия среди язычников и к эллинизации иудаизма. Еврейская эллинистическая культура фактически началась с перевода Танаха на греческий язык — Септуагинты. Некоторые исследователи считают, что уже в этом переводе обнаруживаются философские влияния Греции. Об этом косвенным образом свидетельствует и «Письмо Аристея Филократу» — наиболее раннее из сохранившихся произведений еврейско-греческой литературы (вероятно, 150-100 годы до н. э.).

#### Философия александрийских евреев
В эпоху эллинизма иудеи диаспоры открывают для себя языческую культуру с новой стороны. В творениях Анаксагора, Гераклита, Пифагора, Платона и Аристотеля александрийские евреи нашли учение о верховном Божестве и нравственные принципы, близкие к Торе. Так возникла необходимость осмыслить достижения греческой философии в свете Танаха.
Первым философом-евреем, предпринявшим попытку интерпретации греческой философии с позиций иудейского вероучения был, вероятно, Аристобул Александрийский (Аристобул Панеадский), живший в середине II века до н. э. Он является автором аллегорического комментария к Септуагинте. В своем сочинении Аристобул разъясняет, как надо понимать библейский антропоморфизм: упоминания о «руке», «стоянии», «схождении» Бога — это лишь метафоры, указывающие на проявление божественной силы. Также и «упокоение» Бога в субботу не означает его последующего бездействия, но лишь то, что порядок сотворенных вещей пребывает с того дня неизменным. Весьма показательно, что особый статус субботы Аристобул обосновывает ссылкой на значение седмицы в пифагорейской числовой символике. Александрийский философ призывает избегать буквального толкования Торы, поскольку Моисей, как автор Пятикнижия, с помощью разных образов и выражений обозначает (греч. σεμαίνει) великие тайны природы, которые проницательный ум должен усмотреть в тексте Писания. По мнению Аристобула, и Пифагор, и Сократ, и Платон, а также Орфей и перипатетики, — все они являются преемниками Моисея. Исследуя «Завещание Орфея», Аристобул приходит к заключению о схожести ветхозаветной и орфической доктрин, о зависимости орфиков от иудейского Завета.
Некоторые исследователи отмечают, что философских взглядов, близких взглядам Аристобула Александрийского, придерживались также и еврейские историки эпохи эллинизма — Димитрий (III век до н. э.), Евполем (II век до н. э.) и Артапан (II век до н. э.). Артапан, например, пытался связать Моисееву теократию с кругом греческих идей, утверждая, будто Моисей был основателем не только иудаизма, но и верований Египта и Греции. Мусей — легендарный учитель Орфея — был, по мнению Артапана, не кем иным, как законодателем Израиля. Евполем же полагал, что именно Моисей был первым, кто изобрел алфавит.

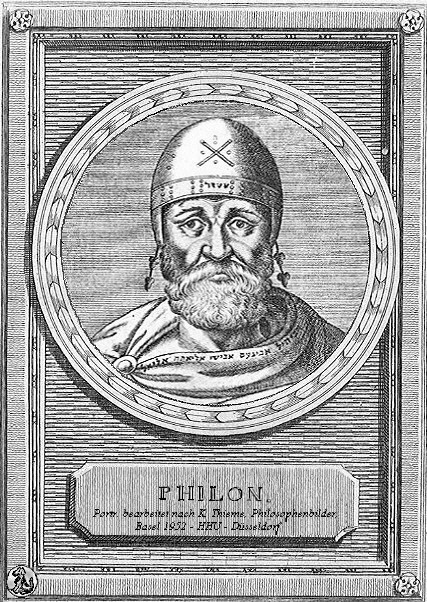
Филон Александрийский — выдающийся еврейский философ эпохи эллинизма

Наиболее выдающимся еврейским философом эпохи эллинизма принято считать Филона Александрийского (греч. Φίλων Αλεξανδρεύς). Филон Александрийский (ок. 25 год до н. э. — после 41 года н. э.) изложил свои взгляды в ряде комментариев на главы и стихи Пятикнижия, в трудах, посвященных библейским темам, и самостоятельных философских трактатах. Филон, комментируя Писание, зачастую навязывает Торе, вопреки её очевидному смыслу, платоническую трактовку. Так, он говорит о двойном творении Богом мира. По его мнению, сначала был сотворен умопостигаемый мир идей и лишь потом реальный, чувственно воспринимаемый мир. При объяснении любого библейского сюжета или образа Филон исходил из представления о том, что в основе Торы лежит описание восхождения души от телесного и земного к созерцанию небесного и божественного, а в конечном итоге — к созерцанию Бога. В связи с этим Филон предлагает этимологию имени «Израиль» (יִשׂרָאֵל — Исраэ́ль). По его мнению, этноним Израиль следует толковать как «зрящий Бога». Филон Александрийский оказал заметное влияние на развитие христианской философии вообще, и на развитие патристики в частности. Значение Филона Иудейского для святоотеческой мысли определялось прежде всего его ролью посредника между библейской и философской традицией. В силу близости многих мыслей Филона христианскому учению возникла легенда о том, что он был тайным христианином.Интересно, что труды Филона не были известны еврейским философам средних веков, которые могли испытывать лишь косвенное, опосредованное влияние его идей. Лишь в XVI веке, благодаря Азарии де Росси, труды Филона снова приобрели известность среди евреев.

#### Апокрифы и псевдоэпиграфы
Эллинистический период стал свидетелем возникновения — как в Иудее, так и за её пределами — обширной еврейской литературы, близкой по стилю и содержанию к библейским писаниям. Среди сочинений, связанных по своим темам или мотивам с Танахом, но не включенных в иудейский канон, принято выделять две группы — апокрифы и псевдоэпиграфы. Апокрифы большей частью являются анонимными сочинениями историко-нарративного и дидактического характера, а псевдоэпиграфы — книгами видений и откровений, приписываемыми библейским патриархам, царям, героям и пророкам. В еврейской традиции и апокрифы, и псевдоэпигафы, принято называть «внешними книгами» (ивр. סְפָרִים חִיצוֹנִיִּים‎ — сфари́м хицонии́м). Большинство апокрифов и псевдоэпиграфов обладают несомненной историографической значимостью. Кроме того, некоторые из них ценны не только своим историческим или религиозным, но также и философским содержанием.
- Книга Премудрости Иисуса, сына Сирахова — один из наиболее известных апокрифов, авторитет которого признается как иудейскими, так и христианскими богословами. В Ватиканском кодексе книга называется «Премудрость Сираха» (греч. Σοφία Σειράχ), в Александрийском и Синайском — «Премудрость Иисуса, сына Сирахова» (греч. Σοφία Ιησου Υιου Σιράχ). Существуют также три варианта еврейского наименования книги: ספר בן סירא («Книга Бен Сиры»), משלי בן סירא («Притчи Бен Сиры»), חכמת בן סירא («Премудрость Бен Сиры»). В католическом мире книга известна также под названием «Экклезиастик» (лат. Ecclesiasticus)[22]. Автором «Премудрости…» считается Иеѓошуа Бен-Сира (полное имя — Шимо́н бен Йеѓо́шуа бен Элеаза́р бен Си́ра). Книга была написана приблизительно между 195 и 170 гг. до н. э. на еврейском языке и переведена на греческий внуком автора в Александрии ок. 132 года до н. э. В структуре книги выделяют три части[23]: нравоучительную (главы 1 — 42); прославляющую Премудрость Бога в природе (главы 42 — 43); историософскую (главы 43 — 51). Одно из центральных мест в книге занимает философско-теологическое учение о Премудрости Божьей, коя ещё до всякого творения вышла из уст Всевышнего и является Его Словом. «Прежде века от начала Он произвел меня, — говорит Премудрость о самой себе, — и я не скончаюсь вовеки» (Сир. 24:10). Мудрость Всевышнего проявляет себя и в природе, и в обществе. Она «подобно облаку, покрыла землю, — пишет Бен Сира, — обошла круг небесный и ходила во глубине бездны; в волнах моря и по всей земле и во всяком народе и племени имела… владение» (Сир. 24:5-6). Однако наивысшее своё выражение Премудрость Божья находит в Книге Закона. Тора Моисея (греч. νόμον ον ενετείλατο ημιν Μωυσης) вобрала в себя божественную Мудрость во всей её непостижимости так, что даже «первый человек не достиг полного познания её, не исследует её также и последний, ибо мысли её полнее моря, и намерения её глубже великой бездны» (Сир. 24:30-31). Достичь Премудрости Всевышнего только рациональным путём невозможно, поскольку способности человеческого разума ограничены. Бен Сира предостерегает: «Чрез меру трудного для тебя не ищи, и, что свыше сил твоих, того не испытывай. Что заповедано тебе, о том размышляй; ибо не нужно тебе, что сокрыто» (Сир. 3:21-22). На эти слова Бен Сиры ссылается Талмуд (Хагига 13а), мидраши (Берейшит Раба, VII), а также Маймонид в трактате «Путеводитель растерянных» (гл. 32), говоря о пределах когнитивных возможностей человека[24]. Богобоязненность (греч. φόβος Κυρίου) — единственный и истинный путь обретения Мудрости, «ибо Премудрость и Знание есть страх пред Господом» (Сир. 1:27).

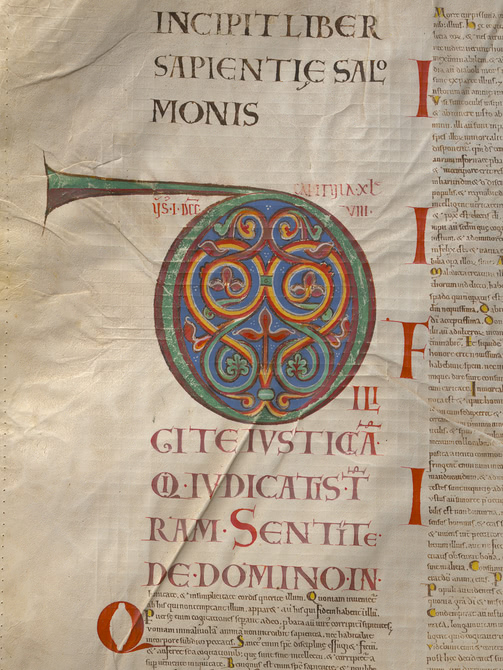
Рукопись «Incipit Liber Sapientie Salominis» (Книги Премудрости Соломона) в «Codex Gigas» на латинском языке (г. Подлажица, Чехия, XIII век).

- Книга Премудрости Соломона. Согласно ЭЕЭ, Книга Премудрости Соломона принадлежит к числу апокрифов. Некоторые исследователи относят её к псевдоэпиграфам[25]. По всей видимости, книга была написана на греческом языке в Александрии анонимным автором (так называемым Псевдо-Соломоном) во времена правления императора Гая Калигулы (37 — 41 гг. н. э.)[26]. Греческое название книги — Σοφία Σαλωμώντος (Софи́а Саломо́нтос). Книга была адресована прежде всего евреям Александрии, усвоившим эллинскую образованность. Тем не менее, содержание первой (апологетической) части книги позволяет говорит о том, что Псевдо-Соломон имел в виду и языческую аудиторию. Первые пять глав книги Премудрости Соломона направлены против идей скептиков и вульгарной модификации эпикуреизма. Псевдо-Соломон возражает скептикам, которые считают, что мир полон зла, страданий и несправедливости вследствие равнодушия и попустительства Творца. Автор книги предлагает свой вариант теодицеи: «Бог не сотворил смерти, — пишет он, — и не радуется погибели живущих, ибо Он создал все для бытия… Неправда причиняет смерть: нечестивые привлекли её и руками, и словами» (Прем. 1:13-16). Таким образом, Псевдо-Соломон оправдывает Бога, говоря, что Творец есть абсолютное бытие и добро; зло и небытие (смерть) проистекают от нечестия и неразумия человека. Автор Книги Премудрости порицает людей преисполненных скептицизма и предпочитающих вместо вечности земные наслаждения. По мысли мудреца, мир не ограничивается лишь этой юдолью скорби, и каждый, кто следует путями Бога может обрести полноту вечности. Главы 6-9 составляют вторую часть книги и посвящены Премудрости Божией. Она есть не что иное, как Божественная сила, проявляющая и открывающая себя в мироздании. Человеческий разум — это отражение высшей Премудрости. Автор называет божественную Мудрость «художницей всего» (греч. η πάντων τεχνιτις — хэ па́нтон техни́тис) (Прем. 7:13-16). Он также именует её «чистым зерцалом Божественной энергии» (греч. έσοπτρον ακηλίδωτον της του Θεου ενεργείας — э́соптон акэли́дотон тэс ту тхэу энэрге́йас) (Прем. 7:26) или даже «всеисцеляющим Логосом» (греч. λόγος ο πάντα ιώμενος — ло́гос хо па́нта хио́мэнос) (Прем. 16:12). Последняя часть книги является преимущественно историософской, где Псевдо-Соломон излагает традиционный библейский взгляд на историю, трактуя её как единый путь человеческого рода, как драму взаимоотношений между людьми и Богом[27].
- Четвертая Книга Маккавеев — апокриф, написанный по одной версии в I веке до н. э. в Александрии[28], по другой — в I веке н. э. в сирийской Антиохии[29]. Данный апокриф ЭЕЭ характеризует как философскую проповедь, посвященную борьбе благочестивого разума с аффектами. Относительно авторства книги у исследователей не существуют единого мнения. Ещё во времена ранней патристики некоторые отцы церкви приписывали авторство этого апокрифа великому еврейскому историку Иосифу Флавию. Однако сегодня большинство ученых решительно отрицает тот факт, что книга принадлежит его перу[30]. В составе Четвёртой Книги Маккавеев можно выделить две смысловых части: первая — философское введение, вторая — история мученической смерти старца Елеазара, а также семи братьев и их матери. В философском введении автор ставит основной вопрос своей книги, разделяя его затем на четыре подвопроса: «Итак спрашиваем: сдерживаются ли страсти рассудительностью? — пишет он. — И рассматриваем: что такое рассудительность? И что страсть? И сколько видов страстей? И все ли они сдерживаются рассудительностью?» (4 Макк. 1:13-14)[31]. Сама постановка этих вопросов свидетельствует о влиянии стоицизма; ответы же на них автор черпает из еврейской традиции, обогащая абстрактные философские положения примерами из жизни библейских героев. Переплетение греческой философии и традиционных еврейских мотивов характерно для всей Четвёртой Книги Маккавеев в целом. Так, заповеди Торы представлены автором как наиболее совершенные принципы стоического самообуздания и самовоспитания. Таким образом, место стоика занимает человек, страшащийся Бога и следующий Его заповедям; подлинный героизм трактуется как победа разума над аффектами, благодаря чему человек обретает способность мужественно переносить страдания. Примером такого героизма служит мученическая гибель бесчисленных жертв гонений Антиоха Эпифана.

### Средневековая еврейская философия

#### Общая характеристика еврейской философии Средневековья
Еврейская философия в средние века развивается параллельно с христианской и исламской, причем и здесь исходными точками являются неоплатонизм и аристотелизм.
Средневековая еврейская философия получила бурное развитие в начале X века на фоне общего культурного возрождения на мусульманском Востоке и продолжала развиваться в странах ислама — в Северной Африке, Испании и Египте — около 300 лет. Евреи этого периода говорили, читали и писали по-арабски и таким образом могли принять участие в создании общей культуры своей эпохи. Большая часть произведений еврейской философии этого времени была написана на еврейско-арабском языке.
К концу XII века еврейские общины в мире ислама пришли в упадок; в то же время более благоприятные условия для развития философской мысли стали складываться в христианских странах (в христианской Испании, южной Франции и Италии). Еврейская философия этого периода также в значительной мере основывалась на источниках, относящихся к исламской философской традиции, однако некоторые еврейские философы испытали также влияние христианской схоластики.

#### Основные представители средневековой еврейской философии
- Саадия бен Йосеф (882—942) — первый крупный еврейский философ Средневековья, основоположник еврейской рационалистической философии. Под влиянием мутазилитов он попытался создать еврейский калам, используя понятия философии Платона, Аристотеля и стоиков. Его главный философский труд «Китаб аль-аманат ва-л-и’тикадат» («Книга верований и мнений», еврейское название — «Сефер эмуно́т ве-део́т»).
- Исаак Исраэли (ок. 855—955) — родоначальник неоплатонизма в еврейской философии. Из его философских трудов, большинство которых переведено с арабского на иврит и латинский язык, наиболее известен «Китаб ал-худуд» («Книга определений», еврейское название «Сефер ха-гвули́м»).

- Шломо бен Иехуда ибн Габироль (ок. 1021—ок. 1058), латинизированное имя — Авицеброн. Является самым значительным представителем неоплатонизма в философии. Философское учение Ибн Габироля изложено в книге «Меко́р хаи́м» («Источник жизни»), «Тику́н мидо́т ха-нэфэ́ш» («Улучшение моральных качеств») и в философской поэме «Кэ́тэр малху́т» («Царский венец»). Арабский оригинал книги «Меко́р хаи́м» не сохранился, но сохранился полный её перевод на латинский язык («Fons vital»), который был широко распространен в христианских схоластических кругах. Её автора, известного в этих кругах как Авицеброн или Авемцеброль, принимали за мусульманина или араба-христианина.
- Бахья ибн Пакуда (вторая половина XI века) — еврейский философ-моралист. Главный труд Ибн Пакуды — написанный по-арабски около 1080 года трактат «Китаб ал-хидайя ила фараид ал-кулуб» («Книга наставлений об обязанностях сердца», еврейское название «Ховот Алевавот»). Этот трактат отражает влияния разных направлений философии и мистики: неоплатонизма, калама, суфизма и других. Бахья охотно цитирует как еврейские, так и мусульманские источники.
- Авраам бен-Хия (1065—1136), латинизированное имя — Савасорда. Авраам бар Хия был первым, кто начал писать философские сочинения на иврите. Его философские идеи, отражающие влияние неоплатонизма и аристотелизма, изложены в сочинении «Хегйо́н ха-нэ́фэш ха-ацува́» («Размышления опечаленной души») и мессианском трактате «Мегила́т ха-мегале́» («Свиток избавителя»).
- Йосеф бен Яаков ибн Цаддик (ум. в 1149 году) — автор трактата «Сефер ха-ола́м ха-ката́н» («Книга микрокосма»), эклектического неоплатоновского сочинения со следами влияния аристотелизма и калама, написанного, по-видимому, как учебник для начинающих изучение философии.
- Моше бен Яаков ибн Эзра (ок. 1055—ок. 1135) — автор сочинения «Аль-макала би-ль-хадика фи ма’на-ль-маджаз ва-ль-хакика» («Райский трактат о значении сокрытого и истинного смысла») частично переведенного на иврит под данным самим автором названием «Агура́т ха-бо́сэм» — «Гряда благовоний»).
- Авраам бен Меир ибн Эзра (1092 или 1093—1167) — выдающийся еврейский философ и поэт. Его философские высказывания рассеяны среди множества комментариев к Библии, их смысл часто замаскирован нарочито загадочной формой изложения. Авраам ибн Эзра испытал сильное влияние неоплатонизма. В его сочинениях часто обнаруживаются пантеистические мотивы — отождествление или чрезмерное сближение Бога и Его творения.
- Иехуда ха-Леви (Галеви) (ок. 1075—1141) — один из крупнейших еврейских поэтов средневековья, был автором философского сочинения «Китаб аль-хиджаджа в-ад-далил фи наср ад-дин аз-залил» («Книга доказательства и довода в защиту униженной веры»), более известного как «Сефер ха-куза́ри» («Книга хазара»).
- Авраам бен Давид ха-Леви ибн Дауд (ок. 1110—ок. 1180). Авраам бен Давид — первый еврейский аристотелик, автор сочинения «Аль-акида ар-рафия» («Возвышенная вера», переведено на иврит как «Ха-эмуна ха-нисаа» в 1161 году. Труд Ибн Дауда отражает влияние Ибн Сины. Утверждая идентичность сущности иудаизма и философии, Ибн Дауд начинает с объяснения метафизических понятий аристотелизма, а затем цитирует стихи Библии, которые, по его мнению, содержат намек на эти понятия. Используя эти понятия, Ибн Дауд рассматривает такие темы, как бытие Бога, Его единство, Божественные атрибуты, действия Бога (в том числе творение), пророчество и аллегорическое толкование терминов, уподобляющих Бога сотворенным существам.
- Моше бен Маймон (1135—1204), латинизированное имя — Маймонид, акроним — Рамбам, в русской традиции Моисей Маймонид или Моисей Египетский — крупнейший представитель аристотелизма в средневековой еврейской философии и вообще самый значительный еврейский философ Средневековья. Маймонид высоко ценил Аристотеля, труды которого читал в арабском переводе. Цель собственных работ Маймонид видел в том, чтобы «согласовать Тору с истинной наукой», то есть с учением Аристотеля[33]. Если Филон Александрийский толковал в свете платонизма, то Маймонид привлекал к экзегезе аристотелизм. Одним из главных философских трудов Маймонида является «Путеводитель растерянных» (араб. «Далалат ал-хаирин», ивр."Морэ́ нeвухи́м")[34].
- Хиллель бен Самуэль (ок. 1220—1295) — один из первых еврейских философов в Италии, перевел с латинского языка на иврит неоплатоническое сочинение «Книга причин» и написал сочинение «Тагмуле́й ха-нэ́фэш» («Вознаграждения души»). Зная латинский язык, он мог использовать взгляды христианских схоластиков, в том числе Фомы Аквинского. Его взгляды — смесь идей неоплатонизма и аристотелизма.
- Леви бен Авраам бен Хаим (1240—1250 — ?) — философ-рационалист, вызвал сильный отпор и внутриеврейскую полемику своей книгой «Диадема милости», в частности аллегоризмом в подходе к Писанию.
- Леви бен Гершом (1288—1344), латинизированное имя — Лев Герсонид, акроним — Ральбаг — крупнейший еврейский аристотелик после Маймонида. Главный труд — «Сефер милхамо́т ха-Шэ́м» («Книга войн Господних»). Был также выдающимся астрономом, внёс важный вклад и в математику.
- Моше Нарбони (1300?—1362?) — аристотелик, комментатор Маймонида и арабских философов, а также врач и автор трактата по медицине. Утверждал постоянное проистекание Мира из Бога, а также возможность человеку примкнуть к Активному Интеллекту.
- Хасдай бен Авраам Крескас (1340—1410) или Дон Крескас — значительный критик аристотелизма в еврейской философии. Хасдай Крескас был одним из первых европейцев, критиковавших Аристотеля. В своей философии он противостоял Маймониду и Герсониду[35]. Согласно его пониманию иудаизма, соблюдению заповедей и любви к Богу отдается предпочтение перед интеллектуальными достоинствами человека. Главное сочинение — «О́р Адона́й» («Свет Господень»).

### Еврейская философия эпохи Возрождения
После Крескаса начался упадок средневековой еврейской философии. Она утрачивает былую оригинальность и становится более эклектичной по своему содержанию. Большинство философов занимают более ортодоксальные позиции.
Тем не менее, некоторые еврейские мыслители все же попытались выразить в своих трудах веяния новой эпохи — эпохи Ренессанса. Ицхак бен Иегуда Абраванель (1437—1508) (в испанской традиции дон Абрабанель) был одним из первых еврейских ученых, в чьих философских сочинениях отразилось влияние концепций ренессансного гуманизма.
Старший сын Ицхака Абраванеля Иехуда бен Ицхак Абраванель (ок.1460— после 1523), известный также под именем Леон Эбрео или Лео Хебреус, был близок по своим философским взглядам к идеям известного итальянского гуманиста Пико делла Мирандолы. По некоторым сведениям, именно Пико делла Мирандоле посвятил своё не дошедшее до нас сочинение о небесной гармонии молодой Иехуда Абраванель. Основное его сочинение, написанное по-итальянски, называется «Диалоги о любви» (около 1535 года). В этом сочинении Иехуда Абраванель выступает как один из наиболее крупных философов-неоплатоников эпохи Возрождения. Цель любви, по Абраванелю, — наслаждение, обретаемое влюбленным в слиянии с объектом любви, выступающим воплощением благого и прекрасного. Высшим проявлением любви является слияние всего сущего с Богом как воплощением высшей благости и высшей красоты. Взаимная любовь между миром и Создателем создает «круг любви». В этом круге соединяются все элементы мироздания. Будучи неоплатоником, Абраванель в то же время пытается согласовать свои панентеистические и, в некоторой степени, гедонистические воззрения с духом иудаизма.

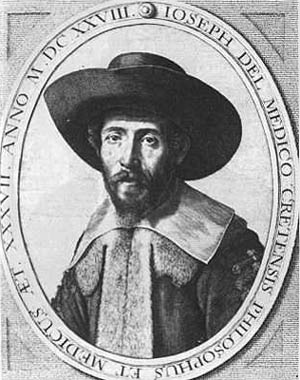
Йосеф Шломо Дельмедиго

Еврейский философ Элияху бен Моше Абба Дельмедиго (ок.1460—1497) испытал влияние христианского платонизма. Он написал несколько философских трудов, в том числе и «Бхина́т ха-да́т» («Исследование религии»). Это сочинение основано на трактате арабского философа и врача Ибн Рушда, в котором рассматривается отношение философии к религии. Элияху Дельмедиго внес вклад и в развитие европейской философии, познакомив итальянских ученых эпохи Возрождения с учениями как Ибн Рушда, так и Маймонида.
Знаменитым ученым и философом был также потомок Элияху Дельмедиго Йосеф Шломо Дельмедиго (1591—1655), известный также как Йосеф Шломо (Соломон) Рофе (Врач), акроним — Йашар (Яшар). Будучи учеником Галилея, Йосеф Дельмедиго первым из еврейский мыслителей, кто поддержал гелиоцентрическую систему Коперника. Он также отрицал различия между земным и небесным мирами. Йосеф Дельмедиго критиковал аристотелевское учение о форме, полагая, что представления о материальной субстанции и её качествах достаточно для объяснения мира. Он отвергал также аристотелевское учение о бестелесных двигателях сфер. Вслед за Платоном он признавал душу субстанцией, соединяющейся с телом. Наиболее известное произведение Йосефа Дельмедига называется «Эйли́м», где и представлена развернутая апология коперниканского переворота в астрономии, а также предпринята попытка соединить гелиоцентрическую систему Коперника с традиционной иудейской космологией.

### Еврейская философия в Новое время

#### Предпосылки возникновения еврейской философии Нового времени
Идеи Просвещения, зародившиеся в Англии во второй половине XVII века и получившие широкое распространение в Европе в XVIII столетии, были подхвачены и еврейскими мыслителями. В XVI-XVII столетиях в западноевропейском еврействе складывается прослойка состоятельных и авторитетных членов общины, которые благодаря своему богатству и обширным коммерческим связям оказываются в тесном контакте с элитой христианского общества. Все чаще евреи становятся крупными поставщиками товаров для европейского двора, монетчиками, банкирами и даже дипломатами. Состоятельные члены еврейской общины начинают тяготиться своим неопределенным правовым положением; некоторые из них принимают христианство, чтобы поступить на государственную службу, получить офицерский чин в армии, поселиться в городе, куда въезд для евреев был ограничен. Именно в Новое время у небольшой части передовой еврейской молодежи появляется возможность получить не только традиционное религиозное, но и европейское светское образование. Многие из них не были готовы так просто отказаться от иудейской веры, а униженное положение соплеменников заставляло их испытывать душевную боль и искать философское решение противоречия между динамичной действительностью буржуазной Европы и консервативным еврейским образом жизни, основанном на Торе. Так постепенно начали возникать идеи о том, что остаться со своим народом в создавшихся условиях можно лишь одним способом — модернизировать еврейский народ, свгласно требованиям новой социальной реальности. Эти взгляды получили название «Хаскала́» (ивр. הַשְׂכָּלָה‎ — просвещение).

#### Некоторые представители еврейской философии Нового времени

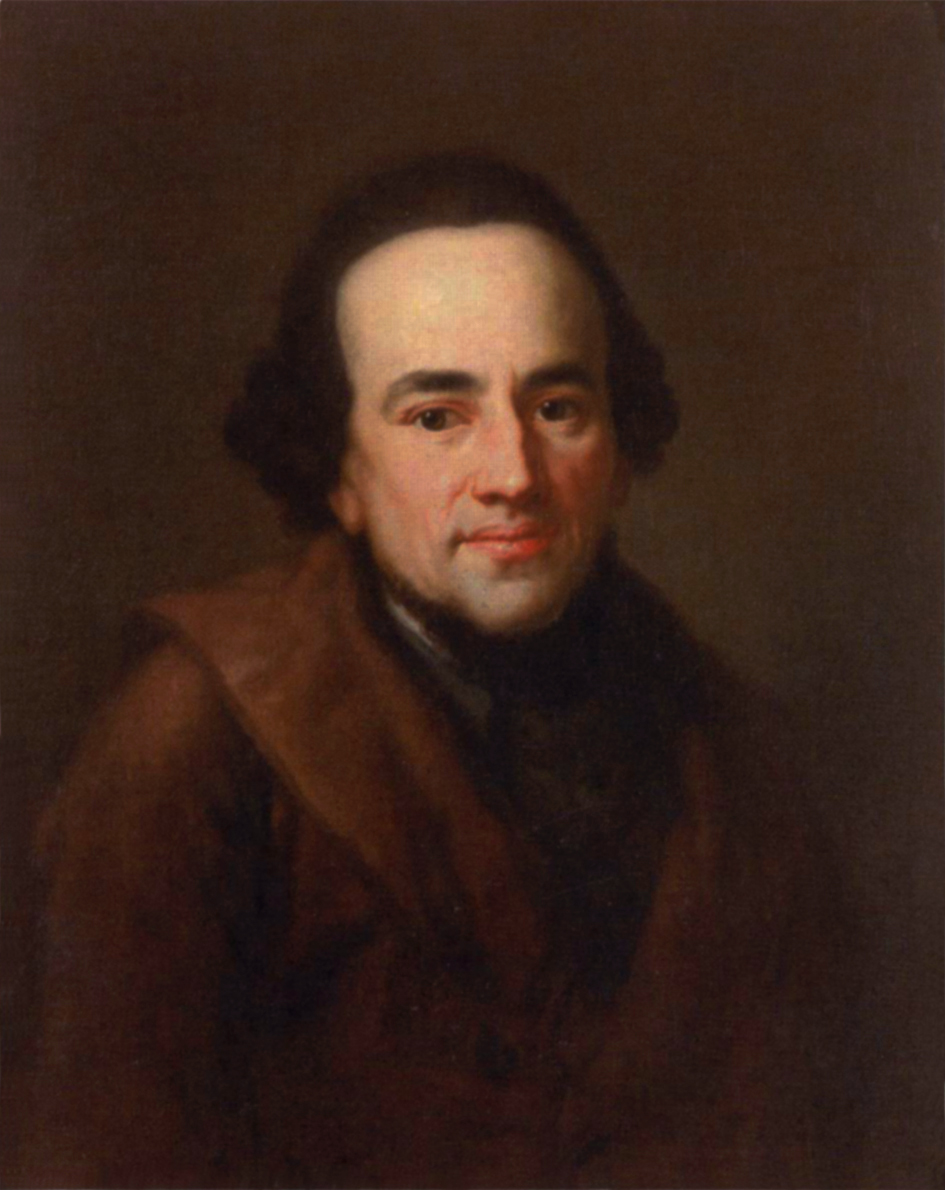
Философ и просветитель Моисей Мендельсон. Портрет художника А. Граффа (1771 год).

- Барух (Бенедикт) Спиноза (1632—1677) — первый еврейский философ Нового времени, выдающийся европейский философ эпохи Просвещения. Несмотря на то, что пантеистическая система, изложенная в главном сочинении Спинозы «Этика», противоречит традиционным еврейским верованиям, согласно некоторым исследователям[38], есть серьёзные основания включить Спинозы в ряд еврейских философов[39]. Во-первых, идеи Спинозы сложились под влиянием средневековых еврейских мыслителей, в особенности Маймонида и Крескаса, а также каббалы. Во-вторых, сами еврейские философы Нового времени обсуждали его идеи, выступая как за, так и против них. В-третьих, библейская критика, начало которой было положено Спинозой, стала одной из основ либеральной интерпретации иудаизма, к которой примкнули многие еврейские философы Просвещения. Кроме того, Спиноза внес значительный вклад в развитие еврейской филологии, написав работу «Еврейская грамматика» (1677).
- Моисей Мендельсон (1729—1786), настоящее имя которого было Моше бен Менахем Мендель[40], считается самой яркой философской фигурой еврейского Просвещения. В 1763 году работа Мендельсона «О достоверности в метафизических знаниях» обошла по конкурсу в Королевской академии наук сочинение самого Канта, который с этого момента стал его постоянным адресатом[41]. Свои взгляды на религию и иудаизм Мендельсон изложил в сочинении «Иерусалим» (1783), написанном под влиянием «Богословско-политического трактата» Спинозы. Подобно Спинозе, Мендельсон выступал за отделение церкви от государства. В представлении философа религия есть не что иное, как религия разума в духе Просвещения. Религия состоит из рациональных и моральных истин, доступных всем людям. Иудаизм, по мнению Мендельсона, — это не религия, данная в откровении, но данное в откровении законодательство. В той мере, в какой он является религией, иудаизм совпадает с религией разума.

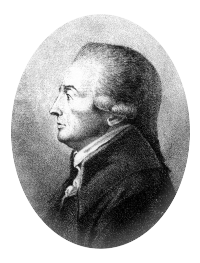
Философ Соломон Маймон

- Соломон Маймон (1751—1800) — настоящее имя Шломо Хейман — один из самых одаренных еврейских философов Просвещения. Его «Эссе о трансцендентальной философии» (нем. "Versuch über die Transzendentalphilosophie"), где он подверг критике кантовское понимание объекта и кантовскую этику. По рекомендации самого Канта, восхитившегося ходом рассуждений своего критика, эта работа была опубликована в 1790 году. В последующих работах Соломон Маймон развивал идеи кантовской философии и, в частности, составил обширный комментарий к своему любимому сочинению Моисея Маймонида «Морэ́ невухи́м», где разбирал это произведение в духе кантовской системы познания. Во многом эти работы Маймона и сохранили его имя в истории философии в качестве промежуточного звена между системами Канта и Фихте[41].
- Нахман Крохмаль (1785—1840), акроним — Ранак — философ, историк, один из основоположников иудаики. Взгляды Крохмаля формировались под влиянием Маймонида и Авраама Ибн Эзры, а также немецких философов Канта, Шеллинга и, в особенности, Гегеля. Главный труд Крохмаля «Морэ́ невухе́й ха-зма́н» («Наставник колеблющихся нашего времени», 1851).
- Соломон Формштехер (1808—1889) — философ, лидер реформистского движения в иудаизме. В своем обширном систематическом труде «Религия духа» (1841), написанном во многом под влиянием идей Шеллинга, Формштехер попытался дать теоретическое обоснование движений за эмансипацию и реформу иудаизма. Иудаизм рассматривается им прежде всего как идея, ценность которой обнаруживается в ходе постепенного прогрессивного развития человечества, то есть в процессе возрастания уровня нравственного сознания.
- Мориц (Моше) Лацарус (1824—1903) — философ и психолог, основатель так называемой психологии народов. Самое значительное произведение Лацаруса, посвященное еврейской проблематике является «Этика иудаизма». Согласно концепции Лацаруса, сущность еврейской души прочно сохраняется в своей самостоятельности главным образом в нравственной области, а сущность иудаизма состоит в освящении жизни, то есть в одухотворении всех житейских актов путём возведения их к высшему нравственному закону, источник которого заключен в самом существе Бога, а не в акте воли и повеления.

### Современная еврейская философия

#### Неокантианство и иудаизм
Герман Коген (1842—1918) — основатель Марбургской школы неокантианства, изложил свои взгляды на иудаизм в книге «Религия разума согласно еврейским источникам» (1919). Коген рассматривал иудаизм как религию разума, точнее, практического разума в кантовском смысле, однако он пытался ввести в эту концепцию и те аспекты религиозной жизни, которые носят более личный характер. Бог для Когена (в ранний период) — это не метафизическая субстанция, но идея, преодолевающая разрыв между моралью и природой. Если в своих ранних произведениях Коген называет Бога идеей, то в последующих он уже отождествляет Бога с бытием. Бытие и становление, Бог и мир всегда остаются различны, но между ними существует отношение, которое Коген называет «корреляцией». Мир не может существовать без Бога, но и Бог не имеет смысла без мира. Человек — партнер Бога в деле творения. В своей последней книге Коген использует эти идеи при интерпретации еврейских верований и религиозной практики, объединяя идею этического монотеизма с личным аспектом религии.
Одним из учеников Германа Когена был еврейский философ из России Матвей Каган (1889—1937). Видным учеником Когена был Эрнст Кассирер. У Когена учился также поэт Борис Пастернак, согласно воспоминаниям Пастернака, Кассирер приглашал его для дальнейших занятий философией в Берлин.
Лео Бек написал книгу «Средоточие Иудаизма», как ответ на «Средоточие христианства» А. фон Гарнака. В ней он раскрывал сущность еврейства на базе неокантианства, полемизируя с экзистенциализмом. Он был также видным еврейским общественным деятелем, пережил Холокост.

#### Еврейский экзистенциализм и философия диалога

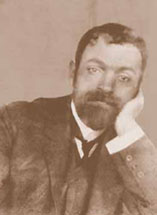
Философ Лев Шестов.

- Лев Исаакович Шестов (1866—1938), настоящее имя Иегуда Лейб Шварцман — философ антирационалистического, экзистенциалистского направления. Бог, по Шестову не может быть связан с идеей логоса, поскольку Божество — по ту сторону разума и морали[43]. В связи с этим противопоставлял философию Афин философии Иерусалима. Философии Иерусалима, по мнению Шестова чужд всякий рационализм и логоцентризм.
- Франц Розенцвейг (1886—1929) — философ-экзистенциалист. Разочаровавшись в рационализме Гегеля, Розенцвейг обратился в поисках смысла жизни к существованию конкретного индивида и религиозной вере. В книге «Звезда спасения» (1921) Франц Розенцвейг сформулировал «новое мышление», в котором объединяются философия с теологией и которое исходит не из абстрактных понятий, но из страданий, беспокойства и тоски конкретного человека. Поэтому, по его мнению, каждый еврей должен исполнять лишь те предписания религиозного Закона, которые ему по силам в данной конкретной экзистенциальной ситуации[44].
- Мартин (Мордехай) Бубер (1878—1965) — наиболее известный еврейский философ-экзистенциалист. Бубер создал своеобразную форму экзистенциализма — диалогическую философию, наиболее полным изложением которой является его книга «Я и Ты» (1923). По Буберу, человек может относиться к миру двояким образом, эти отношения определяются «первичными словами»: «Я — Ты» и «Я — Оно». Отношение «Я — Ты» — это отношение между двумя субъектами (лицами), оно характеризуется взаимностью. Отношение «Я — Оно» — это отношение между субъектом (лицом) и объектом (вещью), где субъект господствует над объектом и использует его. Вечным «Ты» для человека является Бог. Подлинный диалог между Богом и человеком может осуществляться только в общине. Согласно Буберу, создать такую общину — центральная задача иудаизма. В некотором отношении, последователем Бубера можно считать известного философа XX века Эммануэля Левинаса (1905—1995), в творчестве которого немалое место уделяется еврейской проблематике. К эзистенциализму с оговорками относят Лео Штрауса.

#### Религиозная философия иудаизма XX века

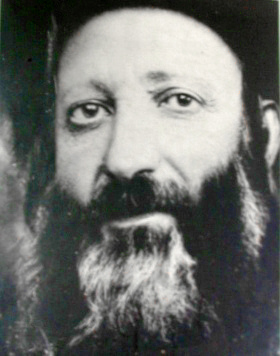
Авраам Ицхак ха-Кохен Кук

- Авраам Ицхак ха-Кохен Кук (1865—1925) — раввин и философ, автор философской концепции религиозного сионизма, согласно которой создание Государства Израиль является началом мессианского избавления. Развивал своеобразную мистическую философию в многочисленных произведениях, главным из которых является «Оро́т ха-ко́деш» («Огни святости», 1964). В своих сочинениях развивал идею имманентного присутствия Бога во всем творении (при этом Бог не тождественен сотворенному). Авраам Кук писал о единстве и гармонии всей реальности. Куку принадлежит идея о том, что индивидуальное и космическое раскаяние — это средства приблизить человека и мир к Богу.
- Йосеф Дов ха-Леви Соловейчик (1903—1993) — крупнейший религиозный авторитет XX века. Свою теологическую и философскую позицию он изложил в книге «И́ш ха-Халаха́» («Человек Галахи», 1944), «Одинокий верующий человек» (1965) и другие. Мысль Соловейчика сосредоточена на анализе положения человека в мире. Человек рассматривается как одновременно пассивное и активное начало, причина и следствие, объект и субъект. Живя в согласии с Галахой, человек становится господином собственной жизни. Его жизнь освящается, человек и Бог вступают в интимное, личное общение. Согласно Соловейчику, лишь соблюдение предписаний Галахи приближает человека к Богу. Соловейчик подчеркивает, что Галаха не признает священным ничего, что не было бы освящено человеком.
- Элиэзер Беркович (1908—1992) — известный философ, автор таких книг как «Бог, человек и история», «Вера после Катастрофы». Беркович создал оригинальную концепцию философии истории еврейского народа.
- Эмиль Фэкенхайм[англ.]  (1916—2003) — работал над тем, каковы задачи евреев после Холокоста, который он сам и пережил.

#### Современная израильская философия
- Йешаяху Лейбович (1903—1994) — израильский философ, автор книги «Иудаизм, еврейский народ и Государство Израиль» (1975), имевшей в своё время большой резонанс и вызвавшей большие споры среди еврейский ученых.

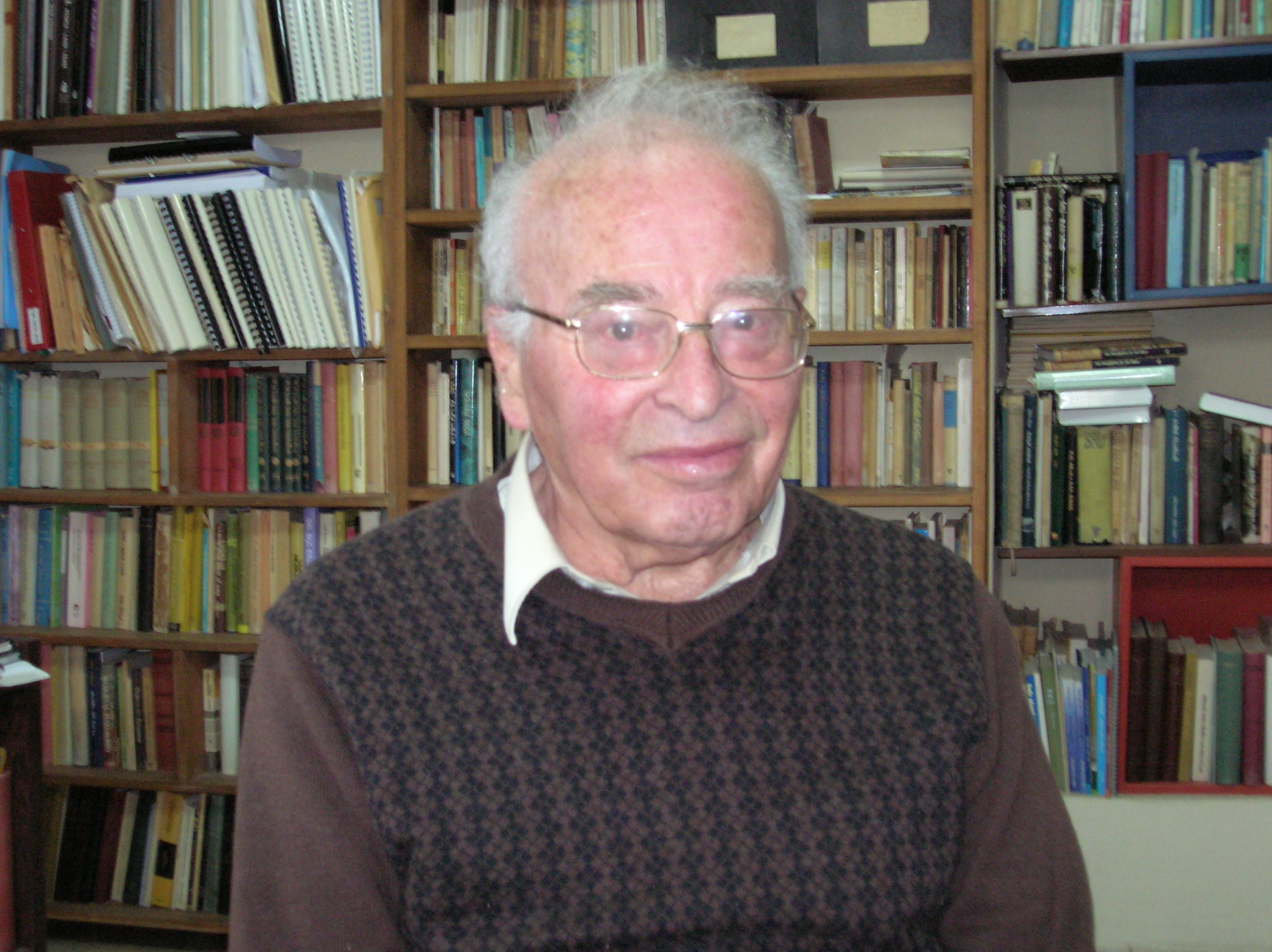
Профессор Элиэзер Швейд, 2008

- Гершом (Герхард) Шолем (1897—1982) — израильский философ, автор книги «Евреи и иудаизм в кризисе», (1976). Иудаизм, согласно Шолему, включает «религиозные понятия» (творение, откровение, избавление) и «моральные понятия» (любовь к Богу, страх Божий, смирение, святость). Эти «моральные понятия» лежат в основе предписаний Торы и образуют религиозную этику. Шолем выступает против секуляризма, за сохранение религиозной этики; целью сионизма, согласно Шолему, должно быть превращение евреев в «святой народ».
- Натан Ротенштрайх (1914—1993) — израильский философ, посвятил ряд книг проблемам современного еврейства: «Аль-ха-кийю́м ха-иехуди́ ба-зма́н ха-зе́» («О еврейском бытии в настоящее время», 1972), «Ийюни́м ба-циону́т ба-зма́н ха-зе́» («Исследования современного сионизма», 1977), «Ийюни́м ба-махашава́ ха-иехуди́т ба-зма́н ха-зе́» («Исследования современной еврейской мысли», 1978). В центре интересов Ротенштрайха — стремление понять отношение между еврейской традицией и современным еврейским бытием.
- Элиэзер Швейд (1929—2022) — израильский философ, выразил в своих многочисленных статьях и книгах кризис еврейского самосознания, переживаемый многими уроженцами Израиля. Элиэзер Швейд — автор таких известных книг, как «Ха-иехуди́ ха-бодэ́д ве-ха-яхаду́т» («Иудаизм и одинокий еврей», 1974), «Бейн ортодо́ксиа ле-хумани́зм дати́» («Ортодоксия и религиозный гуманизм», 1977), «Демокра́тиа ве-халаха́» («Демократия и Галаха», 1978).
- Юваль Штайниц — (род. 1958) — профессиональный философ, автор нескольких книг. Перешёл по государственному идеалу Платона в политику, в настоящее время (2010) занимает пост министра финансов.

#### Гуманистический иудаизм
Основателем движения гуманистического или секулярного иудаизма является философ Шервин Теодор Вайн (1928—2007). Доктрину гуманистического иудаизма Вайн выразил в программной книге «Новый путь в иудаизме. Быть евреем, веря в разум и чувство собственного достоинства» (1985). В этой книге он предлагает отказаться от религиозного содержания иудаизма. Взамен Вайн предлагает нерелигиозную, гуманистическую альтернативу. Он предлагает радикально новый путь быть евреем, новое (секулярное) содержание еврейских национальных праздников, церемоний и ритуалов, новое (секулярное) отношение к смешанным бракам и обращению в иудаизм. Концепция Вайна повлекла за собой резкую критику со стороны многих еврейских ученых и философов.